# Katri Kulmuni
Katri Briitta Ilona Kulmuni (Tornio, Laponia, 4 de septiembre de 1987) es una política finlandesa. Afiliada al Partido del Centro, desde 2015 se desempeña como parlamentaria. En 2019 fue Ministra de Asuntos Económicos de Finlandia; y entre 2019 y 2020 fue vice primera ministra del país, además de estar al frente del ministerio de finanzas.

## Educación
Kulmuni se graduó de la escuela secundaria mixta de Tornio en 2006. Obtuvo una licenciatura en Ciencias Sociales de la Universidad de Laponia en 2010 con especialización en relaciones internacionales y una Maestría en Ciencias Sociales en 2018.

## Vida personal
Kulmuni convive con Jyrki Peisa, quien trabaja como director en Metsäteollisuus y en el equipo de gestión de la organización. En enero de 2022, la pareja tuvo su primer hijo.

## Resultados electorales

### Parlamento de Finlandia
|  | 3,36 % |

|  | 32,22 % |

|  | 9,62 % |

|  | 42,92 % |

|  | 8,44 % |

|  | 29,20 % |

|  | 8,58 % |

|  | 24,84 % |